# Ulla Steinle
Ulla Steinle ist eine ehemalige deutsche Kanutin.

## Sportliche Laufbahn
Steinle trat im Kanuslalom in der Disziplin Kajak an und erreichte ihre größten Erfolge Mitte der 1980er-Jahre. Bei den Kanuslalom-Weltmeisterschaften 1985 im Augsburger Eiskanal gewann sie die Silbermedaille im Mannschaftswettbewerb mit Margit Messelhäuser (Augsburger Kajak-Verein) und Gabi Schmid (Kanu Schwaben Augsburg). Bei den Weltmeisterschaften 1987 im französischen Bourg-Saint-Maurice gelang ihr der Mannschaftsweltmeistertitel mit Margit Messelhäuser und Elisabeth Micheler.